# Mortefontaine (Aisne)
Mortefontaine – miejscowość i gmina we Francji, w regionie Hauts-de-France, w departamencie Aisne.
Według danych na rok 1990 gminę zamieszkiwało 250 osób, a gęstość zaludnienia wynosiła 21 osób/km².